# Kulula.com

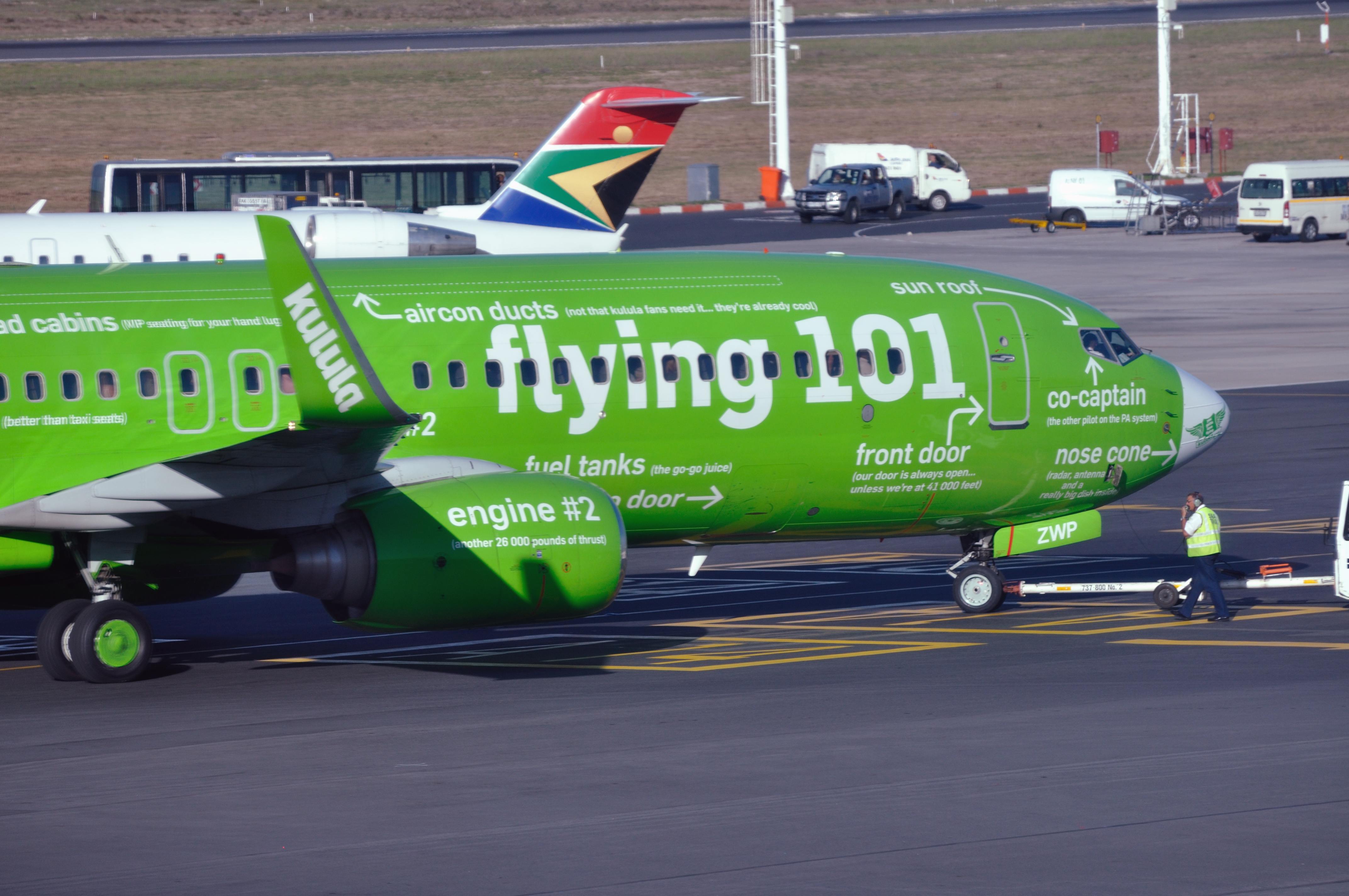
Avião "Flying 101" da Kulula Air, matrícula ZS-SWP.

Kulula.com ou somente kulula foi uma companhia aérea low-cost sul-africana que operava voos domésticos a partir do Aeroporto Internacional Oliver Tambo e do Aeroporto Internacional Lanseria, ambos da cidade de Joanesburgo, na África do Sul.

## História
A companhia aérea kulula.com foi fundada em julho de 2001 e iniciou suas atividades como a primeira companhia no frills da África do Sul no mês de Agosto daquele ano.
O principal objetivo da empresa era se tornar mais do que uma simples companhia aérea, mas incluir serviços como reservas e pagamentos, tornando toda a experiência de viagem muito mais acessível aos consumidores.

## Destinos
A kulula.com realizava voos para 7 destinos, sendo 6 para o próprio território sul-africano e 1 voo internacional para a capital do Quênia, Nairobi.

## Pintura
A companhia aérea kulula.com ficou conhecida por suas pinturas coloridas e muitas vezes bem-humoradas, como é o caso do seu avião "Flying 101" que descreve na fuselagem do avião, a indicação de cada uma de suas partes internas.

## Serviço de Bordo
A kulula.com ofereceu comidas e bebidas através de um sistema de pagamento a bordo. Sua revista, a khuluma, possuía mais de 200 mil leitores por ano.